# Российско-боливийские отношения
Российско-боливийские отношения — дипломатические отношения между Россией и Боливией.

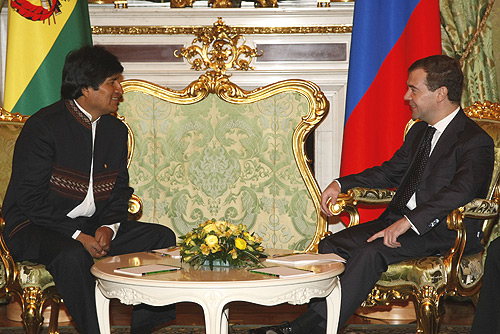
Встреча Дмитрия Медведева с президентом Боливии Эво Моралесом 16 февраля 2009 года.

Дипломатические отношения между Российской империей и Боливией установлены 9 августа 1898 года. Первым посланником Боливии в России был Франсиско де Аргандонья, являвшийся одновременно посланником во Франции..
Советский Союз установил дипломатические отношения с Боливией 18 апреля 1945 года. Посольства в Ла-Пасе и Москве были открыты в 1969 году.
После распада Советского Союза, правительство Боливии 27 декабря 1991 года признало Российскую Федерацию в качестве государства-продолжателя СССР.
26 июля 1996 года между двумя странами был подписан договор об основах отношений между Российской Федерацией и Республикой Боливией.
16 февраля 2009 года в Россию с официальным визитом прибыл президент Боливии Эво Моралес, где он провёл переговоры с президентом Дмитрием Медведевым. Во многом этой встрече способствовало подписание Газпромом соглашения с боливийской государственной компанией YPFB об исследованиях в зоне геологоразведки месторождения Асеро.
С 12 октября 2009 года по 2015 год послом Боливии в России являлась Мария Луиса Рамос Урсагасте. С 3 ноября 2015 года послом является Алекс Диас Мамани.
24 сентября 2010 года в Нью-Йорке состоялась встреча Министра иностранных дел России Сергея Лаврова с президентом Эво Моралесом.
22-24 мая 2011 года Россию с официальным визитом посетил министр иностранных дел Боливии Давид Чокеуанка.
27 марта 2014 года на голосовании Генеральной ассамблеи ООН по вопросу непризнания референдума в Крыму Боливия проголосовала против, таким образом признав референдум в Крыму и поддержав Россию.
С 3 октября 2016 года между Россией и Боливией установлен безвизовый режим.
8 августа «Росатом» ввел в эксплуатацию первые в Боливии объекты Центра ядерных исследований и технологий. По сообщению компании, в Эль-Альто запустили предклинический циклотронно-радиофармакологический комплекс, который будет обеспечивать радиофармацевтическими препаратами для проведения клинических исследований более 5 тысяч пациентов в год и многоцелевой центр облучения. Этот один из крупнейших проектов «Росатома» в Латинской Америке полностью заработает в 2025 году.
Россия является членом БРИКС, в то время как Боливия является страной-партнëром. 